# Justin Friedrich Wilhelm Löning
Justin Friedrich Wilhelm Löning (* 21. Juni 1796 in Bremen; † 10. März 1879 in Bremen) war ein deutscher Kaufmann und Vorsitzender des Bürgerparkvereins Bremen.

## Biografie
Löning war der Sohn des Kaufmanns Georg Löning (1757–1817) und seiner Frau, der Senatorentochter Sophie Helene Iken (1771–1831).
 
Er war verheiratet mit der Kaufmannstochter Sophie Elisabeth Löning, geb. Bley (1799–1852), beide hatten fünf Kinder, darunter Dr. jur. George Anton Loening, Advokat und Senatssekretär.
Er kämpfte als junger Mann 1813 als Lützower Jäger in Belgien. In der Bremer Bürgerwehr war er deshalb später Offizier. Er absolvierte eine Kaufmannslehre. In den 1820er Jahren wirkte er als Kaufmann in Spanien und wurde 1824 spanischer Vizekonsul in Bremen. 1840 wurde er Eltermann der Kaufleute und 1849 Mitglied der Handelskammer Bremen. Er war Mitglied mehrerer Gesellschaften und Vorsitzender eines Theater-Unternehmungsvereins. Außerdem war er als Freimaurer in der Bremer Loge Zum Oelzweig aktiv.
Bremen unterstützte zunächst nicht die Idee einer Aufforstung eines Gebietes auf der Bremer Bürgerweide. Deshalb gründeten die Kaufleute Löning, Johann Hermann Holler und Franz Ernst Schütte mit anfänglich 60 Mitgliedern am 16. November 1865 die Bürgerinitiative Comité zur Bewaldung der Bürgerweide. Von 1865 bis 1872 war Löning dann der erste Vorsitzende  des Vereins zur Bewaldung der Bürgerweide aus dem 1872 der Bürgerparkverein Bremen hervorging. Nach Plänen des ersten Parkdirektors (1865–1870 und 1877–1884) und Landschaftsgärtners Wilhelm Benque wurde in dieser Zeit begonnen, den Bürgerpark als Volkspark anzulegen.

### Ehrungen
Die Löningstraße in Bremen-Mitte wurde nach ihm benannt.